# Fair Value
Fair Value ist bei der Bilanzierung und im Rechnungswesen der Anglizismus für eine Wertkonvention bei der Bewertung von Vermögensgegenständen und Verbindlichkeiten zum aktuellen Marktwert.

## Allgemeines
Der „Fair value“ stammt aus dem Rechnungslegungsstandard International Financial Reporting Standards (IFRS) und wurde im deutschen Rechnungslegungsstandard Handelsgesetzbuch (HGB) als „beizulegender Zeitwert“ übersetzt. In IAS 38.8 ist er definiert als ein „Betrag, für den ein Vermögenswert getauscht oder eine Verbindlichkeit erfüllt wird zwischen sachverständigen und zum Vertragsabschluss bereiten Vertragsparteien bei Transaktionen auf der Grundlage des Fremdvergleichsgrundsatzes“. Viele Standards des Vorgängers vom IFRS (IAS) beruhen auf dem Fair value-Prinzip, so dass von „Fair value-accounting“ (deutsch „Rechnungslegung auf Grundlage des fair value“) gesprochen wird.

## Einzelne IAS-Standards
Der Fair value war zunächst über eine Vielzahl von Standards innerhalb der IAS/IFRS verstreut, wodurch der Überblick verloren ging. Er war insbesondere bei der Bewertung von Sachanlagen (IAS 16), immateriellen Vermögenswerten (IAS 38), Finanzinstrumenten (IAS 32), Hedge Accounting (IAS 39) oder gewerblichen Immobilienbeständen (IAS 40) erwähnt oder auch bei Agrarprodukten (IAS 41) anzuwenden. Der Fair value ist ein hypothetischer Marktpreis unter idealisierten Bedingungen als potenzielles Ergebnis einer fiktiven Transaktion zwischen gleichberechtigten Vertragsparteien, die über vollständige Markttransparenz verfügen und ein Geschäft ohne Zwang abschließen wollen.
Im Mai 2011 veröffentlichte das IASB den Standard IFRS 13 „Bewertung zum beizulegenden Zeitwert“ und fasste die bisher in verschiedenen Standards verstreuten Regelungen zur Bilanzierung zum Fair value in einem einheitlichen Standard zusammen. Lediglich IFRS 2 (aktienbasierte Vergütung), IAS 17 (Leasing) und IAS 36 (Wertminderung von Vermögenswerten) sind vom IFRS 13 ausgenommen. In IFRS 13 wird der Fair value definiert als „Preis, zu dem im Rahmen einer gewöhnlichen Transaktion (keine Not- oder Zwangstransaktion) zwischen Marktteilnehmern am Bewertungsstichtag ein Vermögenswert verkauft oder eine Verbindlichkeit übertragen werden kann“ (englisch exit price).

## Drei-Stufen-Modell
Der IASB geht dogmatisch davon aus, dass der Fair value dem Entscheidungsträger stets entscheidungsrelevantere Informationen zur Verfügung stelle als das Anschaffungskostenprinzip (englisch cost model). Dies ist jedoch aufgrund der weitreichenden Ermessensspielräume bei der Bestimmung des Fair value zu relativieren. Ist eine verlässliche Ermittlung des Fair value nicht möglich, sind ersatzweise andere Wertkonventionen heranzuziehen (wie die Anschaffungskosten in IAS 38.75).

### Überblick
Zur Bestimmung des Fair Value existiert nach IFRS 13.72 eine dreistufige Bewertungshierarchie:
1. Inputfaktoren der Stufe 1 sind in aktiven, für das Unternehmen am Bewertungsstichtag zugänglichen Märkten für identische Vermögenswerte oder Schulden notierte, nicht berichtigte Preise (IFRS 13.76). Auf dieser ersten Hierarchieebene wird von Marktpreisen gesprochen.
2. Inputfaktoren auf Stufe 2 sind andere als die auf Stufe 1 genannten Marktpreisnotierungen, die für den Vermögenswert oder die Schuld entweder unmittelbar oder mittelbar zu beobachten sind (IFRS 13.81). Auf dieser zweiten Hierarchieebene wird von Vergleichswerten gesprochen.
3. Inputfaktoren auf Stufe 3 sind Inputfaktoren, die für den Vermögenswert oder die Schuld nicht beobachtbar sind (IFRS 13.86). Auf dieser dritten Hierarchieebene wird von Schätzwerten gesprochen.

Diese Hierarchie drückt eine Präferenz des IFRS aus. Wenn möglich, sind zur Bestimmung des Fair Value Marktpreise zu verwenden. Sind diese nicht vorhanden, weil der zu bewertende Vermögenswert nicht auf einem aktiven Markt im Sinne des IASB gehandelt wird, ist auf Vergleichswerte auszuweichen. Sind auch Vergleichswerte nicht vorhanden, ist im letzten Schritt zu prüfen, ob eine Wertermittlung mittels Schätzwerten (Bewertungsmodelle) möglich ist.

### Beispiel
Liegt ein bindender Kaufvertrag (englisch binding sales agreement) zwischen unabhängigen Geschäftspartnern vor (IAS 36.25; das kann auch ein Finanzprodukt wie ein Swapgeschäft sein), ist der Kaufpreis als Fair value zugrunde zu legen. Der Aspekt der Unabhängigkeit der Parteien wird insbesondere dann relevant, wenn es sich um Notverkäufe, Zwangsversteigerungen oder Verkäufe im Rahmen einer Liquidation handelt. Fehlt ein Kaufvertrag, ist auf einen aktiven Markt (englisch active market) abzustellen und der aktuelle Angebotspreis heranzuziehen (Stufe 1). Da dieser in der betrieblichen Praxis meist nicht vorzufinden ist, muss auf weitere Abstufungen – mit abnehmender Verlässlichkeit – zurückgegriffen werden. Stufe 2 schlägt Vergleichswerte oder Surrogate vor, es folgen methodisch ermittelte Schätzwerte (Stufe 3) und Anschaffungskosten (Stufe 4).

## Wertkonventionen

### Marktpreise
Ein Marktpreis ist der Preis, der für vergleichbare Vermögenswerte wie den zu bewertenden Vermögenswert auf einem aktiven Markt am Bilanzstichtag (zeitgleich) gezahlt wird. Vergleichbar bedeutet hierbei, dass alle preisbildenden Parameter (weitestgehend) gleich sind, so dass keine Anpassungen des beobachteten Preises vorgenommen werden müssen. Ein aktiver Markt zeichnet sich dadurch aus, dass (weitgehend) homogene Vermögenswerte zu öffentlich zugänglichen Preisen gehandelt werden und in der Regel jederzeit vertragswillige Käufer und Verkäufer zu finden sind. In der Praxis erfüllen nur sehr wenige Märkte wie Wertpapier-, Energie- und Warenbörsen die Anforderungen des IFRSs an einen aktiven Markt. Für die weitaus meisten Vermögenswerte existieren somit regelmäßig keine Marktpreise, so dass auf Vergleichswerte oder Schätzwerte ausgewichen werden muss.

### Vergleichswerte
Wenn eine Wertermittlung anhand von Marktpreisen nicht möglich ist, ist entweder auf vergangene (jedoch zeitnahe) Preise ähnlicher Vermögenswerte oder zeitgleiche Preise für Vermögenswerte anderer Beschaffenheit zurückzugreifen. Da somit keine vollständige Homogenität hinsichtlich aller preisbildenden Parameter gegeben ist, müssen Zuschläge auf oder Abschläge vom beobachteten Wert vorgenommen werden. Die Wertermittlung mittels Vergleichswerten beinhaltet somit systematisch größere Ermessensspielräume als die Wertermittlung mittels Marktpreisen, und der Grad der Verlässlichkeit und Objektivität der Wertermittlung sinkt.

### Schätzwerte
Das dritte Verfahren zur Ermittlung des Fair Value ist die Schätzung auf der Grundlage von Bewertungsmodellen. In aller Regel wird hierfür auf zahlungsstrombasierte Verfahren (Discounted Cash-Flow) zurückgegriffen. So kann der Fair Value einer bewirtschafteten Immobilie auf der Grundlage der diskontierten Miet- oder Pachteinnahmen (Ertragswertverfahren) bestimmt werden, wobei möglichst objektive, am Markt beobachtbare Werte zu verwenden sind.

### Behandlung von Bewertungserfolgen
Bei der Zu- oder Abschreibung vom Buchwert auf einen (neuen) Fair Value entstehen Buchgewinne oder Buchverluste. Bei der Behandlung solcher Bewertungserfolge kennen die IFRS zwei Methoden. Bei der Neubewertungsmethode (englisch revaluation model) werden Abschreibungen sofort erfolgswirksam in der Gewinn- und Verlustrechnung erfasst, Zuschreibungen werden dagegen zunächst erfolgsneutral in einer Neubewertungsrücklage verbucht. Diese wird erst bei Ausbuchung des Vermögenswerts zur Gewinn- und Verlustrechnung hin aufgelöst. Die Neubewertungsmethode kann beispielsweise bei der Bewertung von Sachanlagen (IAS 16) und immateriellen Vermögenswerten (IAS 38) zur Anwendung kommen.
Bei der Fair-Value-Methode (englisch fair value model), auch als Full-Fair-Value-Accounting bezeichnet, werden Zu- und Abschreibungen stets sofort erfolgswirksam erfasst. Es wird auch von einer paritätisch erfolgswirksamen Fair-Value-Bewertung gesprochen.

## Verwendung
Der Fair Value ist das vom IASB grundsätzlich präferierte Wertkonzept, da ihm im Vergleich zu Anschaffungs- oder Herstellungskosten eine besonders große Entscheidungsnützlichkeit (englisch decision usefullness) zugesprochen wird. Der Anwendungsbereich des Fair-Value-Konzepts ist innerhalb der IFRS im Zeitablauf immer mehr ausgeweitet worden. 

## Handelsgesetzbuch
Im Handelsgesetzbuch (HGB) wird bei den Bewertungsgrundsätzen klargestellt, dass der beizulegende Zeitwert dem Marktpreis entspricht (§ 255 Abs. 4 Satz 1 HGB). Soweit kein aktiver Markt besteht, anhand dessen sich der Marktpreis ermitteln lässt, ist der beizulegende Zeitwert mit Hilfe allgemein anerkannter Bewertungsmethoden zu bestimmen. Lässt sich der beizulegende Zeitwert weder nach § 253 Abs. 4 Satz 1 HGB noch nach anerkannten Bewertungsmethoden ermitteln, sind die Anschaffungs- oder Herstellungskosten gemäß § 253 Abs. 4 HGB fortzuführen. Der zuletzt nach § 255 Abs. 4 Satz 1 oder Satz 2 HGB ermittelte beizulegende Zeitwert gilt als Anschaffungs- oder Herstellungskosten im Sinn des § 255 Abs. 4 Satz 3 HGB. Damit schreibt auch das HGB ein Stufen-Modell vor.
Das Fair-Value-Konzept wird in der HGB-Rechnungslegung gegenwärtig nur bei wenigen speziellen Sachverhalten angewandt:
- Bewertung von Planvermögen im Zusammenhang mit der Bilanzierung von Pensionsrückstellungen (§ 246 Abs. 2 Satz 3 i. V. m. § 253 Abs. 1 HGB).
- Rückstellungen für Altersversorgungsverpflichtungen, soweit sich deren Höhe ausschließlich nach dem beizulegenden Zeitwert von als Deckungsvermögen verwendeten Wertpapieren bestimmt (§ 253 Abs. 1 HGB).
- Bei der Bilanzierung von Bewertungseinheiten im Rahmen des Hedge Accounting[14].
- In der Bankbilanzierung: Bewertung von Finanzinstrumenten des Handelsbuchs (§ 340e Abs. 3 HGB).

Bei Kreditinstituten ist der beizulegende Zeitwert gemäß § 340e Abs. 3 Satz 1 HGB unter Berücksichtigung eines Risikoabschlages bei Finanzinstrumenten des Handelsbuchs zugrunde zu legen. Eine Umwidmung aus dem Anlagebuch in das Handelsbuch ist ausnahmsweise zulässig, wenn außergewöhnliche Umstände, insbesondere schwerwiegende Beeinträchtigungen der Handelbarkeit der Finanzinstrumente, zu einer Aufgabe der Handelsabsicht durch das Kreditinstitut führen und die Finanzinstrumente eine Restlaufzeit von mindestens einem Jahr aufweisen. Ein „außergewöhnlicher Umstand“ kann eine Marktstörung in Form einer Finanzkrise sein wie beispielsweise die Subprime-Krise ab 2007. Die bankenaufsichtsrechtliche Zulässigkeit der „Umbuchungen“ zwischen Anlage- und Handelsbuch ergibt sich aus Art. 104 Abs. 2g Verordnung (EU) Nr. 575/2013 Kapitaladäquanzverordnung (CRR).

## Wirtschaftliche Aspekte
Dem Konzept des Fair value liegen fiktive Märkte, Transaktionen und Vertragsparteien zugrunde, die unter vollkommener Informationseffizienz handeln und – ausgehend von hypothetischen Marktpreisen – den Fair value ermitteln. IFRS 13 unterstellt risikoaverse Marktteilnehmer, die für ein systematisches Risiko eine Risikoprämie verlangen. Der Fair value soll als Marktwert einen objektiven, von vielen Marktteilnehmern durch Preisbildung ausgehandelten Marktpreis darstellen im Gegensatz zum Nutzwert, der eher die Wertvorstellung eines einzelnen Marktteilnehmers repräsentiert.
Da beim Umlaufvermögen in Jahresabschlüssen nach HGB das strenge Niederstwertprinzip gilt (was Werterhöhungen am Bilanzstichtag ausschließt), ist zwingend der niedrigere Buchwert anzusetzen (§ 253 Abs. 4 HGB). Nach dem Fair value müssen in Deutschland lediglich kapitalmarktorientierte Kapitalgesellschaften (§ 315e Abs. 1 HGB) und Kreditinstitute (§ 340e Abs. 3 Satz 1 HGB) bilanzieren. 

## Abgrenzung
Im Gegensatz zum fair value ist der Value in use ein subjektiver Bewertungsansatz, der den individuellen Nutzwert des Vermögensgegenstands für das bilanzierende Unternehmen widerspiegelt.